# Надь, Жольт (футболист, 1979)
Жолт Надь (также: Нодь; венг. Nagy Zsolt; род. 23 марта 1979, Дебрецен) — венгерский футболист, нападающий.

## Биография

### Клубная карьера
Начал заниматься футболом в клубе «Дебрецен» из одноимённого города. В марте 1994 года Жолт был привлечён к работе с одной из клубных команд. В сезоне 1995/96 провёл 4 матча за основной состав «Дебрецена» в чемпионате Венгрии. Позже играл за «Хайдусобосло», кипрский «Докса» и снова венгерские клубы: «Чепель», «Марцали», «Лейтовертеш». Зимой 2003 года перешёл в украинский клуб «Александрия». В Высшей лиге дебютировал 23 марта 2003 года в матче против криворожского «Кривбасса» (0:0). Летом 2003 года перешёл в винницкую «Ниву». В Первой лиге провёл 41 матч и забил 9 мячей. В зимнее межсезонье 2005 года перешёл в ужгородское «Закарпатье», хотя мог перейти в симферопольскую «Таврию», алчевскую «Сталь», харьковский «Металлист» и российский ФК «Москва». Провёл в «Закарпатье» 12 матчей и забил 2 гола в Высшей лиге. Летом 2005 года перешёл в одесский «Черноморец». В команде дебютировал 12 июля 2005 года в матче против киевского «Арсенала» (1:1). В январе 2006 года покинул «Черноморец», в его услугах был заинтересован запорожский «Металлург». В итоге оказался в аренде венгерском клубе «Вашаш». В августе 2007 года стал игроком клуба «Прикарпатье» из Ивано-Франковска. В клубе дебютировал 24 августа 2007 года в матче против бурштынского «Энергетика» (2:2). В 2008 году покинул «Прикарпатье», после играл за кипрские «Атромитос» и АСИЛ.

### Карьера в сборной
Выступал за юношескую сборную Венгрию, где играл вместе с Ласло Боднаром. В сентябре 2005 года появилась информация что Жолт может быть вызван в сборную Венгрии. Ассистент главного тренера сборной Лотара Маттеуса, ранее приезжал на Украину, для просмотра игры Надя в ходе весенней части сезона 2004/05, когда Жолт Надь выступал в ужгородском «Закарпатье». В сборной Венгрии так и не сыграл.

## Комментарии
1. ↑  Согласно венгерско-русской практической транскрипции, правильнее Жольт.
2. ↑  Под влиянием распространённой ныне украинской передачи его фамилии Nagy (укр. Нодь).